# Bödelibahn
| Streckenlänge: | 8,4 km               |                                                   |                                                   |
| Spurweite: | 1435 mm (Normalspur) |                                                   |                                                   |
| Maximale Neigung: | 7 ‰                  |                                                   |                                                   |
| Minimaler Radius: | 150 m                |                                                   |                                                   |
| |                      |                                                   |                                                   |
| Därligen–Bönigen |                      |                                                   |                                                   |
| \| \| \| Thunerseebahn von Thun–Spiez \| \| \| \| 22,0 \| Därligen \| 562 m ü. M. \| \| \| \| Därligen (125 m) \| \| \| \| 26,0 \| Interlaken \| 564 m ü. M. \| \| \| \| Untere Aarebrücke Interlaken (76 m) \| \| \| \| \| Obere Aarebrücke Interlaken (83 m) \| \| \| \| 28,0 \| Zollhaus heute Interlaken Ost \| 567 m ü. M. \| \| \| \| Anschluss an die Brünigbahn nach Meiringen–Luzern \| \| \| \| \| und BOB nach Grindelwald und Lauterbrunnen \| \| \| \| 29,1 \| Werkstätte Bönigen \| 567 m ü. M. \| \| \| 29,6 \| Lütschinenbrücke \| Lütschinenbrücke \| \| \| \| Brücke über die Lütschine \| \| \| \| 30,2 \| Bönigen \| Bönigen \| |                      |                                                   |                                                   |
| Strecke |                      | Thunerseebahn von Thun–Spiez                      | Thunerseebahn von Thun–Spiez                      |
| Bahnhof | 22,0                 | Därligen                                          | 562 m ü. M.                                       |
| Tunnel |                      | Därligen (125 m)                                  | Därligen (125 m)                                  |
| Bahnhof | 26,0                 | Interlaken                                        | 564 m ü. M.                                       |
| Brücke über Wasserlauf |                      | Untere Aarebrücke Interlaken (76 m)               | Untere Aarebrücke Interlaken (76 m)               |
| Brücke über Wasserlauf |                      | Obere Aarebrücke Interlaken (83 m)                | Obere Aarebrücke Interlaken (83 m)                |
| Bahnhof | 28,0                 | Zollhaus heute Interlaken Ost                     | 567 m ü. M.                                       |
| Strecke |                      | Anschluss an die Brünigbahn nach Meiringen–Luzern | Anschluss an die Brünigbahn nach Meiringen–Luzern |
| Strecke |                      | und BOB nach Grindelwald und Lauterbrunnen        | und BOB nach Grindelwald und Lauterbrunnen        |
| Abzweig ehemals geradeaus und nach links | 29,1                 | Werkstätte Bönigen                                | 567 m ü. M.                                       |
| Haltepunkt / Haltestelle (Strecke außer Betrieb) | 29,6                 | Lütschinenbrücke                                  | Lütschinenbrücke                                  |
| Brücke über Wasserlauf (Strecke außer Betrieb) |                      | Brücke über die Lütschine                         | Brücke über die Lütschine                         |
| Kopfbahnhof Streckenende (Strecke außer Betrieb) | 30,2                 | Bönigen                                           | Bönigen                                           |

Die Bödelibahn (BB) ist eine ehemalige 8,4 Kilometer lange normalspurige Eisenbahn in der Schweiz. Sie verband den Thunersee über Interlaken und das sogenannte Bödeli mit dem Brienzersee.

## Geschichte

### Ausgangslage
Auf dem Thuner- und Brienzersee verkehrten die Dampfschiffe und brachten die Touristen ins Berner Oberland und speziell nach Interlaken, dem Ausgangspunkt für Entdeckungen und Ausflüge im Jungfraugebiet. Da kein schiffbarer Weg zwischen den beiden Seen bestand und der Seekanal vom Thunersee nach Interlaken noch nicht bestand, suchte man einen Weg, die Gäste und Einheimischen ab den Schiffsstationen Därligen am Thunersee und Bönigen am Brienzersee in den Kurort zu führen.

### Planung und Bau
Ursprünglich war geplant, eine normalspurige Brünigbahn von Bern durchs Gürbetal nach Thun, dann am Südufer des Thunersee entlang nach Interlaken und weiter am Brienzersee entlang nach Brienz und in die Innerschweiz zu bauen.
Am 28. Dezember 1870 erhielt die Bahn als erste Sektion vom Kanton Bern die Konzession für den Betrieb einer Bahn von Därligen nach Bönigen.
Unter der Leitung des bedeutenden russischen Eisenbahnpioniers Leopold Blotnitzki (1817–1879), ehemaliger Oberingenieur der Schweizerischen Centralbahn (SCB), konnte der erste Abschnitt von Därligen nach Interlaken am 12. August 1872 und der zweite Abschnitt von Interlaken nach Bönigen am 1. Juli 1874 eröffnet werden. Um einen konkurrierenden Kanalbau zwischen Thuner- und Brienzersee zu verhindern, plante man die zweimalige Überquerung der Aare in den Bau mit ein.

## Betrieb

Bödelibahn mit Lok Föhn und Doppelstockwagen

Die etwas mehr als acht Kilometer lange Strecke besass neben den Endstationen zwei Zwischenstationen, die Station Interlaken, heute Interlaken West, und die Station Zollhaus, heute Interlaken Ost. Die Bahn besass zweiachsige Dampflokomotiven, von denen die Nummer 3 Zephir von 1874 noch erhalten ist. Die Züge verkehrten hauptsächlich im Sommer, und beachtenswert waren die zweistöckigen Wagen mit offenem Oberdeck. Um den Übergang von Wagen anderer Bahnen zu ermöglichen, betrieb die Bahn bis zum Jahr 1893 zusätzlich zwei Trajektdampfer auf dem Thunersee. Die von Escher Wyss AG erbauten Schraubendampfer BB I und BB II konnten auf einem Gleis pro Fahrt vier bis fünf Güterwagen befördern und die 18 Kilometer lange Strecke von Scherzligen bei Thun nach Därligen in einer Stunde und 40 Minuten zurücklegen.
Die Bahn war bis am 1. September 1876 selbständig und wurde darauf bis am 31. Dezember 1888 durch die Chemins de fer du Jura bernois verwaltet. Danach ging sie an einen Einzelunternehmer. Zwanzig Jahre lang verkehrte die Bödelibahn abseits jeglicher anderer Eisenbahnstrecken auf dem Lütschinendelta. Auf den 1. Juli 1893, den Zeitpunkt der Betriebseröffnung der Thunerseebahn, wurde der Abschnitt Därligen–Interlaken (Ost) an die Thunerseebahn verpachtet, und der Abschnitt Interlaken (Ost)–Bönigen wurde wieder selbst, ab 1. März 1895 dann von der Jura-Simplon-Bahn (JS) verwaltet.
Auf den 1. Januar 1900 verkaufte die BB das gesamte Eigentum der Thunerseebahn. Diese Gesellschaft fusionierte im Jahr 1913 mit der BLS, die die Strecke Därligen–Interlaken Ost als Teil der Verbindung Spiez–Interlaken bis heute betreibt.
Nach der Verlängerung der Brünigbahn bis Interlaken verlor die Strecke Interlaken Ost–Bönigen stark an Bedeutung, sodass schliesslich im Jahr 1969 der Personenverkehr eingestellt wurde. Im gleichen Jahr folgte der Abbau des Streckenabschnitts von der Betriebswerkstätte der BLS in Höhe der Station Lütschinenbrücke bis zum Schiffsanleger in Bönigen. Der Abschnitt von Interlaken Ost zur Betriebswerkstätte besteht als Industriegleisanlage bis heute.

## Rollmaterial

### Lokomotiven
- E 2/2 1 Bise, verschrottet
- E 2/2 2 Föhn, verschrottet
- E 2/2 3 Zephir, betriebsfähig erhalten

### Wagen
- Doppelstockwagen